# 科罗曼·莫塞尔
科罗曼·莫塞尔（Koloman Moser；1868年3月30日—1918年10月18日，一译科罗曼·穆塞尔）是一位对20世纪平面艺术的发展颇具影响力的奥地利艺术家，亦是最为知名的维也纳分离派艺术家之一，曾参与维也纳工坊之创建。
莫塞尔设计了大量的平面艺术作品，包括书籍以及邮票、刊物插图等。平面艺术之外，他亦曾设计时装、彩绘玻璃、陶瓷器、吹制玻璃、餐具、银器、珠宝和家具。

## 脚注
1. ↑   (1). 艺术市场. 2018.
2. ↑  郑朝辉.  (19). 艺术品鉴. 2018  [2021-12-30]. （原始内容存档于2021-12-30）.
3. ↑  Moser, Koloman; D'Auria, Antonio. . New York: Rizzoli https://web.archive.org/web/20220121064804/http://www.worldcat.org/oclc/15129348. 1986  [2021-12-18]. ISBN 0-8478-0667-7. OCLC 15129348. （原始内容存档于2022-01-21）. 缺少或|title=为空 (帮助)